# Stacey Abrams
Stacey Yvonne Abrams (ur. 9 grudnia 1973 w Madison) – amerykańska polityczka, członek Partii Demokratycznej.

## Życiorys
Urodzona 9 grudnia 1973 r. w Madison w stanie Wisconsin jako córka pary pastorów Roberta i Carolyn. Ukończyła Avondale High School, a następnie politologię, ekonomię i socjologię Spelman College, po czym została absolwentką Yale Law School.
Od 2007 do 2013 r. zasiadała w stanowej Izbie Reprezentantów Georgii jako przedstawicielka 84. dystryktu, przy czym od 2011 r. była liderem mniejszości. W 2013 r. weszła do Izby z 89. dystryktu. W 2018 r. jako pierwsza czarnoskóra kobieta z nominacji jednej z dwóch głównych partii ubiegała się o urząd gubernatora stanu.
W 2020 roku, jako jedna z 16 członków i członkiń Kolegium Elektorów ze stanu Georgia oddała swój głos na Joego Bidena.

## Nagrody i wyróżnienia
Czasopismo „Vogue” uznało Abrams za jedną z 12 kobiet, które zmieniły świat w 2020 roku. Dwutygodnik „Forbes” w tym samym roku umieścił ją na liście 100 najpotężniejszych kobiet świata.